# Cmentarz żydowski w Lubinie
Cmentarz żydowski w Lubinie – kirkut społeczności żydowskiej niegdyś zamieszkującej Lubin. Nie wiadomo dokładnie kiedy powstał. Ma powierzchnię 0,8 ha. Znajduje się przy ul. Kruczej. Został zniszczony przez Niemców. Nie zachowały się żadne nagrobki. Obecnie w miejscu żydowskiego cmentarza znajduje się nowoczesny plac zabaw dla dzieci. Dzięki pozostałości starodrzewia nadal widoczny stary układ cmentarza. Wcześniejszy cmentarz żydowski znajdował się w średniowieczu na Ścinawskim Przedmieściu - dziś Park im. Wyżykowskiego w Lubinie. Dziś bez żadnych pozostałości.